# Fiona O’Loughlin

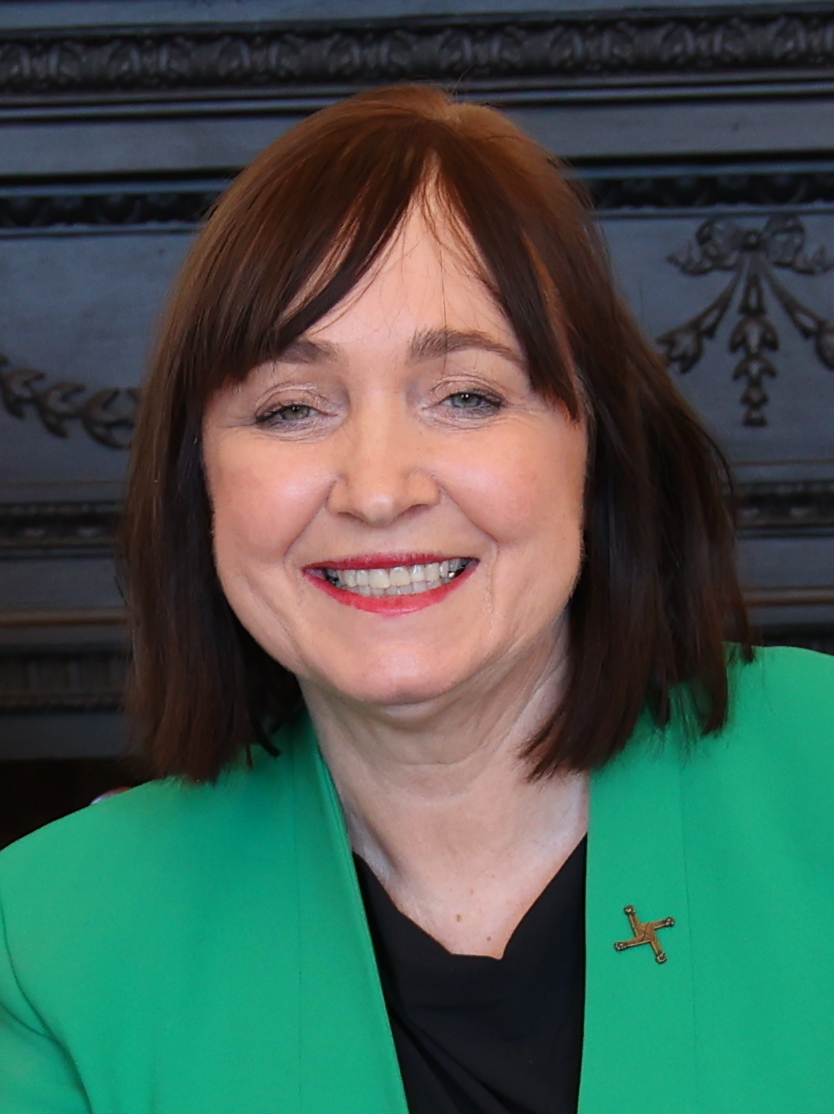
Fiona O’Loughlin (2025)

Fiona O’Loughlin (* 8. September 1965 in Rathangan, County Kildare, Irland) ist eine irische Politikerin (Fianna Fáil). Sie war von 2016 bis 2020 Abgeordnete (Teachta Dála) im Dáil Éireann, dem Unterhaus des irischen Parlaments. Seit 2020 ist sie Mitglied des Seanad Éireann.

## Leben
Fiona O’Loughlin arbeitete ab 1983 als Lehrerin und war ab 1999 Mitglied im Kildare County Council. 2004, 2009 und 2014 wurde sie wiedergewählt. Bei den Wahlen zum Dáil Éireann 2016 trat sie dann erfolgreich im Wahlkreis Kildare South an und wurde in den Dáil gewählt. Bei den Wahlen 2020 verlor sie ihren Sitz wieder. Kurz darauf wurde sie über die Verwaltungsliste in den Seanad Éireann gewählt. Auch der Versuch, 2024 in den Dáil Éireann einzuziehen, misslang. Stattdessen konnte sie wieder Mitglied des Seanad werden.